# Olga Tokarczuková
Olga Nawoja Tokarczuková (nepřechýleně Tokarczuk; * 29. ledna 1962 Sulechów, Lubušské vojvodství, Polsko) je polská spisovatelka, autorka poezie, esejí, scénářů a jedna z nejčtenějších a kritiky nejlépe hodnocených polských autorů.
V roce 2019 jí byla udělena Nobelova cena za literaturu za rok 2018.
Od roku 1998 žije Olga Tokarczuková v malé vesnici Krajanów blízko Nové Rudy v Dolnoslezském vojvodství, odkud řídila své soukromé nakladatelství Ruta ve Vratislavi. Od roku 2015 organizuje v Nowé Rudě a okolí festival „Góry Literatury“. V září 2020 veřejně odmítla svou nominaci na udělení čestného občanství Dolnoslezského vojvodství, protože zároveň s ní byl na tuto poctu nominován tamní biskup, který aktivně vystupuje proti komunitě LGBT.

## Biografie

### Studium
Dříve než se dala na literární dráhu, studovala psychologii na Varšavské univerzitě, a to od roku 1980 do 1985. Během vysokoškolského studia pomáhala jako dobrovolník v ústavu pro mladistvé s poruchami chování. Po ukončení univerzity začala pracovat jako psychoterapeutka ve městě Valbřich poblíž českých hranic.

### Politická příslušnost
Je členkou Partia Zieloni, polské Strany zelených.

### Akademická činnost
Od roku 2008 vyučuje tvůrčí psaní na Opolské univerzitě.

## Literární dílo
Olga Tokarczuková bývá přirovnávána k Márquezovi díky jejím snovým a poetickým příběhům.
- Miasto w lustrach (1989, Města v zrcadlech) – sbírka básní, první kniha Olgy Tokarczukové
- Podróż ludzi Księgi (1993, Cesta lidí knihy) – debutní román, alegorie o dvou milencích hledajících tajemství knihy (metafora smyslu života) zasazen do Francie sedmnáctého století. Tato kniha získala pro Olgu Tokarczukovou okamžitou oblibu mezi čtenáři i kritiky. Byla oceněna Polskou společností vydavatelů knih
- E. E. (1995) – román pojmenován podle hlavní hrdinky Erny Eltzner, která vyrůstala v měšťanské německo-polské rodině ve Vratislavi ve dvacátých letech
- Prawiek i inne czasy (1996, Pravěk a jiné časy, Brno 1999, 2007) – třetí román zasazen do fiktivní vesnice Pravěk v centru Polska. Příběh je psán z pohledu čtyř andělů strážících vesnici, kteří sledují osudy poněkud výstředních obyvatel po osm dekád od roku 1914. Pravěk vytváří paralelu k polské historii. Pravěk byl přeložen do mnoha jazyků a zasloužil se o mezinárodní věhlas pro Olgu Tokarczukovou. V Polsku byl oceněn prestižní Cenou nadace Kościelských, cenami čtenářů Paszport Polityki a Machiner. Jedna z hrdinek se jmenuje Ruta, stejně jako nakladatelství Olgy Tokarczukové
- Szafa (1997, Skříň, zvukový záznam Praha 2009) – sbírka tří příběhů
- Dom dzienny, dom nocny (1998, Denní dům, noční dům, Brno 2002, 2012) – kniha volně propojených, ale různorodých příběhů a esejí o minulosti a přítomnosti v autorčině novém domově, vesnici v Sudetech blízko polsko-českých hranic. Za tuto knihu obdržela v roce 2002, společně s Esther Kinsky, překladatelkou jejího díla do němčiny ('Taghaus, Nachthaus', nakl. DVA), mezinárodní literární ocenění 'Brücke Berlin-Preis'.
- Lalka i perła (2000) (Loutka a perla) – esej nabízející novou interpretaci románu Loutka polského autora konce devatenáctého století Bolesława Pruse[10]
- Opowieści wigilijne (2000) – svazek 3 vánočních povídek vydán společně s Jerzym Pilchem a Andrzejem Stasiukem. Olga Tokarzcuk a Andrzej Stasiuk patřili ke generaci alternativního literárního časopisu bruLion
- Gra na wielu bębenkach (2004, Hra na spoustu bubínků, Olomouc 2005) – sbírka krátkých povídek
- Ostatnie historie (Poslední příběhy, Brno 2007) je zkoumáním smrti z pohledu tří generací
- Anna In w grobowcach świata (2006, Anna In v hrobkách světa, Brno 2008)
- Bieguni (Běguni, Brno 2008, 2018) – je kombinací eseje a fikce, kdy stěžejním tématem jsou nomádi současné doby. Za tuto knihu získala cenu hlavní poroty i cenu čtenářů v soutěži Nike v 2008.
- Prowadź swój pług przez kości umarłych (Svůj vůz i pluh veď přes kosti mrtvých, Brno 2010. 2017) – postmoderní morální thriller, jenž byl pojmenován dle verše z básně Williama Blakea „Pekelná přísloví“.
  - Na námět této knihy vznikl v roce 2017 film Agnieszky Holland Přes kosti mrtvých[11]
  - V roce 2022 zpracováno v Českém rozhlasu jako třídílný rozhlasový seriál Svůj vůz i pluh veď přes kosti mrtvých. Překlad Petr Vidlák, dramatizace Kristina Májová, hudba Miroslav Tóth, dramaturgie Renata Venclová, režii měla Izabela Schenková.[12]
- Moment niedźwiedzia, 2012 (Okamžik medvěda, Brno 2014)
- Księgi Jakubowe,[13] 2014 (Knihy Jakubovy, Brno 2016)
- Dočasná havárie: Komorní hra o konci světa, 2014 – Původní rozhlasové drama polské prozaičky napsané exkluzivně pro Český rozhlas.[14]
- Empuzjon, 2022 – román, český překlad Empusion, Petr Vidlák, Host, Brno, 2023[15]

## Ocenění
Olga Tokarczuková je držitelkou několika literárních cen, a to jak v Polsku, tak v zahraničí. V roce 2008 obdržela cenu hlavní poroty polského nejvýznamnějšího ocenění, NIKE. Celkem třikrát získala cenu čtenářů v soutěži Nike.
V roce 2018 obdržela Mezinárodní Man Bookerovu cenu za knihu Běguni (anglicky Flights). Kniha vyšla v České republice v roce 2008 v nakladatelství Host.
V roce 2019 získala Nobelovu cenu za literaturu za „vypravěčskou představivost, která s encyklopedickou vášní překračuje hranice jako svébytná forma života”.
Český literární časopis A2 zařadil její román Knihy Jakubovy mezi nejlepší světové prózy po roce 2000.

## Zajímavosti
- Dne 9. ledna 2012 vystoupila ve 23:30 hod v pořadu televize ČT24, 'Před půlnocí', kde byl celý vysílací čas věnován pouze jí a jejím knihám. (Délka pořadu: 27 min.).
- Ve své promluvě při předání Nobelovy ceny zmínila Jana Amose Komenského.[21]